# Instituto de Estudos Socioambientais da Universidade Federal de Goiás
O Instituto de Estudos Socioambientais da Universidade Federal de Goiás (UFG) é uma unidade pública de ensino, pesquisa e extensão, localizada em Goiânia.
Surgiu em 1996, com o desmembramento do Instituto de Química e Geociências (IQG), que funcionava desde 1968 com o processo da reforma universitária. Além de sua principal unidade, está a cargo do Planetário Juan Bernardino Marques Barrio, localizado no Parque Mutirama.
Situa-se no Campus Samambaia, na região norte de Goiânia.